# 第百七十三号駆潜特務艇
第百七十三号駆潜特務艇（だいひゃくななじゅうさんごうくせんとくむてい）は、日本海軍の特務艇（駆潜特務艇）。第一号型駆潜特務艇の123番艇。太平洋戦争を生き延び、戦後は掃海に従事したのち海上保安庁の巡視船となった。

## 艇歴
マル戦計画の特務艇、第2001号艦型の23番艇、仮称艦名第2023号艦として計画。第八十四回帝国議会では、100トン型哨戒特務艇として成立。1944年4月5日、第百七十三号駆潜特務艇と命名され、本籍を佐世保鎮守府と仮定し、第一号型駆潜特務艇の112番艇に定められる。5月3日、船体概成により福岡造船鉄工株式会社から佐世保海軍工廠へ引き渡し。5月30日竣工し、本籍を佐世保鎮守府と定められ、佐世保防備隊附属に編入。
1945年2月1日、海軍徴傭船美保丸を黒母瀬-玄海島間で直接護衛。4日佐世保に帰投。8日、佐世保を出撃。9日、大立と第244号駆潜特務艇の前路掃蕩を魚貫埼-天狗鼻間で実施。10日、陸軍徴傭船昭幸丸と隆和丸を阿久根沖-伊王島間で直接護衛。14日、佐世保に帰投。17日、佐世保を出撃しタカ604船団のうち4隻を高島-筑前大島間で直接護衛。18日、辰和丸と瀧宮丸の小呂島-筑前大島間の前路掃蕩に従事。21日、喜多丸と萩川丸の黒母瀬-生月瀬戸間の前路掃蕩に従事。22日、佐世保に帰投。25日、佐世保を出撃。26日、信洋丸を牡蠣瀬埼-伊王島沖間で直接護衛。27日、海軍徴傭船三香丸を伊王島沖-山川沖間で直接護衛。28日、山路丸を牡蠣瀬埼-相之島間で直接護衛。2月28日現在、軍隊区分護衛部隊に配置。
3月1日、阿波川丸を牡蠣瀬埼-相之島間で直接護衛。4日まで哨戒に従事し佐世保に帰投。12日、護衛のため佐世保を出撃。15日、軍隊区分九州方面護衛部隊護衛本隊に配置。16日、天洋丸を伊王島-山川沖間で直接護衛。17日から20日まで哨戒に従事し佐世保に帰投。25日、哨戒のため佐世保を出撃。28日、圓燕丸が被雷したため筑前大島長瀬鼻沖北緯33度57分 東経130度27分 / 北緯33.950度 東経130.450度の地点で4月1日まで対潜掃蕩を実施。
4月1日から2日まで、小呂島よりの方位118度4カイリの地点で対潜掃蕩を実施し佐世保へ帰投。4日、軍隊区分九州方面護衛部隊山川部隊に編入。6日、山川に到着し哨戒にあたる。8日、アメリカ艦上機による攻撃で損傷した特設掃海艇姫島丸の救難に従事。11日から15日まで護衛に従事。22日から26日まで、種子島への陸軍部隊輸送の護衛に2回従事。29日、鹿児島湾口で対潜掃蕩に従事。
5月18日、第五特攻戦隊作戦指揮下に編入。22日、新井埼による機雷敷設を警戒。25日、軍隊区分護衛部隊西九州護衛部隊に配置。26日、新井埼による第二次有明湾機雷敷設を警戒。27日、西之表への輸送に従事。30日、新井埼の警戒に従事。31日、西之表への輸送に従事。
6月24日から27日まで、泊浦周辺海域での魚雷艇や震洋艇の行動に関する掃蕩哨戒に従事。終戦時残存し、戦後は掃海に従事。11月30日、海軍省の廃止に伴い除籍された。
1945年12月1日、第二復員省の開庁に伴い、佐世保地方復員局所管の掃海艦に定められ、同局掃海部佐世保支部所属と定められる。20日、艦名を駆潜特第百七十三号に改称。
1946年6月15日、復員庁の開庁に伴い、所属を佐世保掃海部に改められる。7月20日、所属を呉地方復員局大竹掃海部に改められる。
1947年8月1日、大竹掃海部が廃止。同日付で佐世保地方復員局所管の特別輸送艦に改められ、特別保管艦に指定。佐世保特別保管艦艇第十二保管群に配される。
1948年1月1日、復員庁が廃止され、運輸省に移管。1949年8月1日、海上保安庁に編入され巡視船しらたか PB-40となる。1950年7月1日、船番号をPS-40に改正。1954年5月1日、船番号をPS-144に改正。1959年2月28日、海上保安庁を解役された。

## 駆潜特第百七十三号艦長
1. 小松宇太郎 復員事務官：1947年11月24日 - 1948年1月1日[注釈 5]